# Европесма-Еуропјесма
Европесма-Еуропјесма је био назив годишњег телевизијског фестивала забавне музике, на којем се бира песма-представник некадашње Србије и Црне Горе на такмичењу за Песму Евровизије. Фестивал су заједнички организовали Радио-телевизија Србије и Радио-телевизија Црне Горе; први је одржан 2004. године.
Србија и Црна Гора је са Песме Евровизије одсуствовала од 1993. до 2003. године. Када је 2004. године требало поново почети са бирањем представника за Песму Евровизије, РТС и РТЦГ су се договорили о одржавању заједничког изборног фестивала (Првобитно је било планирано да ову функцију има фестивал Беовизија, који је РТС организовао од 2003, али се од те идеје одустало и Беовизија остаје као посебан фестивал). Прва Европесма-Европјесма (како се тада звала) одржана је у Сава центру у Београду 21. фебруара 2004. године. Наступило је 24 песме: испред РТС 4 најбоље пласиране песме са управо одржане Беовизије 2004, испред РТЦГ 4 песме које је тај емитер одабрао интерном селекцијом, и 16 песама које је путем јавног конкурса одабрала заједничка селекциона комисија. Метод избора је касније измењен, тако да је РТС на Беовизији бирао својих 14 представника, а РТЦГ је почела са организацијом свог изборног фестивала, Монтевизије, са којег на Европјесму-Еуропјесму делегирало 10 песама.
Европесма-Еуропјесма је по свом формату обликована по угледу на саму Песму Евровизије, са извођењем уживо свих вокала уз пратњу унапред снимљене инструменталне матрице, највише шест извођача на сцени и дужином песме ограниченом на три минута. По извођењу свих песама гледаоци су се кратким инсертима подсећали на све изведене песме и остављао се временски период (типично око десет минута) за телегласање. У гласању је учествовало 8 чланова жирија – по четири из РТС и РТЦГ – и резултати телегласања у улози деветог члана жирија. Сваки од њих је давао својим фаворитима, као и на „правој“ Песми Евровизије, 1, 2 ,3 ,... , 7, 8, 10 и 12 поена.

## Европесма-Еуропјесма 2004.
Европесма-Еуропјесма 2004 је било национално финале које је организовала УЈРТ у циљу селекције српских и црногорских учесника за Песму Евровизије 2004. Такмичење је одржано у Сава центру у Београду 21. фебруара 2004. године, а домаћини су били Александар Бојовић и Нина Мудринић. Емисија је емитована у Србији на РТС1 и РТС Сат, а у Црној Гори на ТВЦГ 1 и ТВЦГ Сат.
Жељко Јоксимовић је био јасан победник, који је добио максималне поене од 3 члана жирија из Црне Горе, 2 из Србије, као и од публике. Србија и Црна Гора први пут учествују на такмичењу након 12 година и заузимају 2. месту у финалу у Истанбулу, Турска.
УЈРТ је заједно са два емитера у Србији и Црној Гори, српским емитером РТС-ом и црногорским РТЦГ-ом, извршио одвојене селекције како би одабрао двадесет и четири пријаве за пласман у национално финале: УЈРТ је доставио шеснаест пријава, РТЦГ четири пријаве, док РТС је 20. фебруара 2004. организовао Беовизију 2004, на којој се такмичило двадесет осам песама, а четири најбоље пласиране песме су се квалификовале за републичко финале.
Конкурс је изазвао контроверзе јер црногорски такмичари нису добили бодове од српског жирија, док победник и другопласирани српске Беовизија 2004, Негатив и Борис Режак, нису добили бодове од црногорског жирија. Ипак, коначни победник Жељко Јоксимовић добио је високе поене и од српског и од црногорског жирија, као и од публике.

## Европесма-Еуропјесма 2005.
Фестивал Европесма-Еуропјесма 2005. одржан је 4. марта у Подгорици. Учествовало је 23 извођача, 13 из Србије одабраних 19. фебруара на фестивалу Беовизија, и 10 из Црне Горе одабраних 2. марта на Монтевизији; београдска група Луна отказала је учешће на дан такмичења због бојкота. Такмичење је преношено из Великог студија РТВ Црне Горе, без присуства публике, и уз пуно техничких проблема у преносу ка српској телевизији. Програм су водили Анђела Ненадовић, Жана Гардашевић и Андрија Милошевић. У ревијалном делу фестивала гостовали су Константинос Кристофороу и Мартин Вучић, који ће у Кијеву представљати Кипар и Републику Македонију.
Победио је подгорички дечачки састав No Name са композицијом Заувијек моја, освојивши највећи број гласова како жирија, тако и у телегласању публике. Остало је примећено да чланови црногорског жирија нису доделили ниједан поен двема првопласираним песмама са Беовизије, Јутро Јелене Томашевић и Хајде Цицо Огњана Радивојевића Огија. Музику и аранжман за песму Јутро радио је Жељко Јоксимовић, који је 2004. године са песмом Лане моје освојио друго место на Песми Евровизије у Истанбулу.

## Европесма-Еуропјесма 2006.
Европесма-Еуропјесма 2006. је одржана 11. марта у Сава центру у Београду. Један од најјачих домаћих фестивала за 2006. остаће упамћен по скандалозном гласању стручног жирија, и бурним реакцијама присутне публике. Као и 2005. у Подгорици, највећи број поена добио је дечачки састав Но нејм са песмом Моја љубави након што чланови жирија из Радио телевизије Црне Горе нису доделили ни један поен двема најбоље пласираним песмама са Беовизије. Гласним негодовањем, звиждањем и бацањем флаша на подијум, публика у Сава центру није дозволила извођење победничке песме, након чега је изведена другопласирана песма, победник Беовизије и јасан фаворит у телегласању, Луди летњи плес у извођењу Фламингоса и Луиса. Због вести дана о смрти некадашњег председника Србије и Југославије Слободана Милошевића, Радио-телевизија Србије је Европесму-Еуропјесму преносила на другом програму.
Реакција публике на резултате гласањаⓘ
Као епилог спора око резултата гласања, Удружење јавних радио-телевизија Србије и Црне Горе је саопштило да на Европесми-Еуропјесми 2006. није изабран представник Србије и Црне Горе на Песми Евровизије у Атини. Није јасно да ли је званично проглашен победник самог фестивала.
Емитери који су потврдили учешће на Песми Евровизије морају 21. марта, на састанку шефова делегација, Европској радиодифузној унији доставити имена и снимке својих песама. Ако УЈРТ не пријави песму или се пре овог датума званично повуче са такмичења, Србији и Црној Гори ће бити изречена новчана казна, а може бити изложена и додатним казнама укључујући и суспензију до три године, о чему накнадно дискреционо одлучује ЕРУ.
Управни одбор УЈРТ је након састанка "у мирној и толерантној атмосфери" у уторак, 15. марта издао саопштење у којем се каже да је званични извештај контролора гласања потврдио да у техничкој процедури није било нерегуларности. Чланови УО испред РТС нису прихватили предлог да се потврди избор групе Но нејм уз оцену да је гласањем повређена "етика и дух" такмичења. Предлоге РТС да се организује додатно такмичење, у којем би се телегласањем гледаоци одлучили између по пет песама са Беовизије и Монтевизије, као и да се по хитној процедури измени правилник такмичења, чланови испред РТЦГ нису прихватили и потом отворили питање смисла будућег постојања УЈРТ.
Србија и Црна Гора се повукла са такмичења поводом спора.